# Caserio La Pedrera
Caserio La Pedrera, auch als La Pedrera bezeichnet, ist eine Ortschaft in Uruguay.

## Geographie
Sie befindet sich auf dem Gebiet des Departamento Cerro Largo in dessen Sektor 1. Caserio La Pedrera liegt östlich der Departamento-Hauptstadt Melo und südöstlich La Vinchucas. Südsüdwestlich ist Arachania gelegen. Die nächstgelegene Ortschaft in östlicher Richtung ist in knapp 20 Kilometer Entfernung Caserio Las Cañas.

## Infrastruktur
An Caserio La Pedrera führt die Ruta 26 entlang.

## Einwohner
Caserio La Pedrera hatte bei der Volkszählung im Jahre 2011 131 Einwohner, davon 70 männliche und 61 weibliche.
| Jahr | Einwohner |
| ---- | --------- |
| 1996 | -         |
| 2004 | 136       |
| 2011 | 131       |

Quelle: Instituto Nacional de Estadística de Uruguay